# Conférence régionale des élus
Pour les articles homonymes, voir CRE.

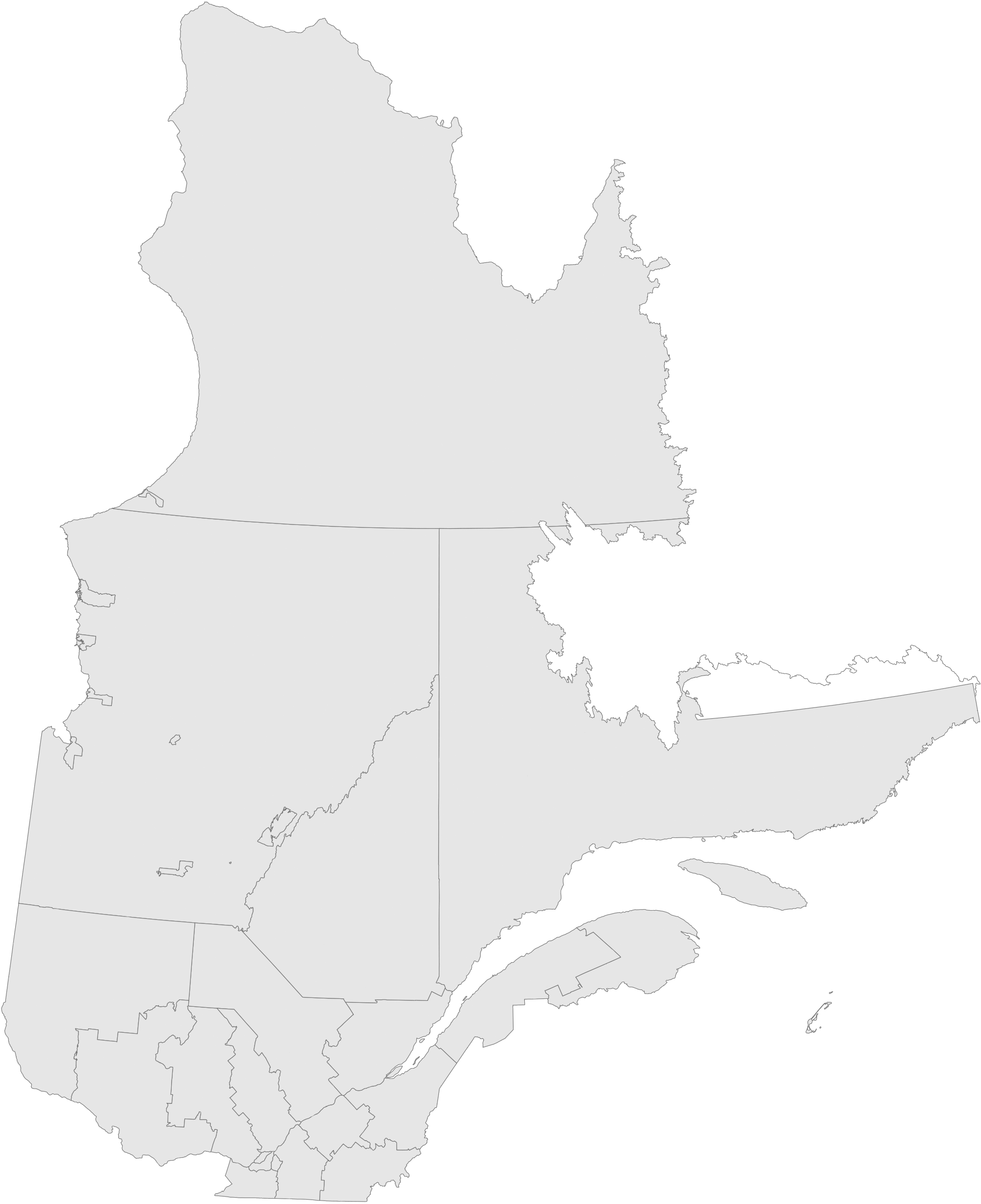
Carte des conférences régionales des élus du Québec.

Une conférence régionale des élus (CRE) était une instance de gouvernance dans une région administrative du Québec. Mises en place en 2003 par le le gouvernement de Jean Charest, leur abolition est annoncée en novembre 2014 par le gouvernement de Philippe Couillard dans le cadre d'un vaste ménage des instances administratives de l'État québécois. Leur disparition est effective le 21 avril 2015, bien que leur existence dans divers instruments juridiques a pu perdurer jusqu'au 31 mars 2016.

## Description
Les conférences régionales des élus avaient pour principale mission de conseiller le gouvernement sur les enjeux de leur région respective et d'implanter les projets qui leur étaient confiés par ce dernier. À ce titre, elles agissaient donc en tant qu'interlocuteurs et mandataires privilégiés. Elles n'avaient pas de pouvoirs d'imposition ni de gestion dans leur région. 
Elles collaboraient avec différents partenaires politiques et socioéconomiques, notamment les directions régionales des ministères et les agences québécoises ; les municipalités régionales de comté, les centres locaux de développement et les corporations de développement œuvrant sur le territoire.

## Liste des conférences régionales des élus
Le tableau suivant répertorie l'ensemble des conférences régionales des élus du Québec.
| Nom                                                      | Siège                    | Région                        |
| -------------------------------------------------------- | ------------------------ | ----------------------------- |
| CRE de l'Abitibi-Témiscamingue                           | Rouyn-Noranda            | Abitibi-Témiscamingue         |
| CRE du Bas-Saint-Laurent                                 | Rimouski                 | Bas-Saint-Laurent             |
| CRE de la région de la Capitale-Nationale                | Québec                   | Capitale-Nationale            |
| CRE du Centre-du-Québec                                  | Drummondville            | Centre-du-Québec              |
| CRE de la Chaudière-Appalaches                           | Montmagny                | Chaudière-Appalaches          |
| CRE de la Côte-Nord                                      | Baie-Comeau              | Côte-Nord                     |
| CRE de l'Estrie                                          | Sherbrooke               | Estrie                        |
| CRE de la Gaspésie–Îles-de-la-Madeleine                  | Gaspé                    | Gaspésie–Îles-de-la-Madeleine |
| CRE de Lanaudière                                        | Joliette                 | Lanaudière                    |
| CRE des Laurentides                                      | Saint-Jérôme             | Laurentides                   |
| CRE de Laval                                             | Laval                    | Laval                         |
| CRE de la Mauricie                                       | Trois-Rivières           | Mauricie                      |
| CRE de l'Agglomération de Longueuil                      | Longueuil                | Montérégie                    |
| CRE de la Montérégie Est                                 | McMasterville            | Montérégie                    |
| CRE de la Vallée-du-Haut-Saint-Laurent                   | Salaberry-de-Valleyfield | Montérégie                    |
| CRE de Montréal                                          | Montréal                 | Montréal                      |
| Eeyou Istchee Baie-James (gouvernement régional)         | Matagami                 | Nord-du-Québec                |
| CRE de la Baie-James Administration régionale Baie-James | Matagami                 | Nord-du-Québec                |
| Administration régionale Kativik                         | Kuujjuaq                 | Nord-du-Québec                |
| Gouvernement de la nation crie                           | Nemaska                  | Nord-du-Québec                |
| CRE de l'Outaouais                                       | Gatineau                 | Outaouais                     |
| CRE du Saguenay–Lac-Saint-Jean                           | Jonquière                | Saguenay–Lac-Saint-Jean       |